# Nossegem
Nossegem település (ejtsd Noszegem) a belgiumi Flamand-Brabant tartományban található Zaventem község része, Brüsszeltől északkeletre 14 km-re fekszik. A települést 1110-ben említik először Nothengem néven.

## A településről
A település része a brüsszeli agglomerációnak, melyet "flamand rombuszként" is emlegetnek. Könnyen megközelíthető mind közúton és vasúton is, hiszen a Brüsszel-Liège vasútvonal mentén fekszik. Kertvárosi jellegű, nyugalmat és biztonságot sugárzó flamand település. Lakói között hasonlóan a környező településekhez jelen vannak az Európai Unió és a nemzetközi vállalatok munkatársai és családtagjaik.

## Nossegem galéria

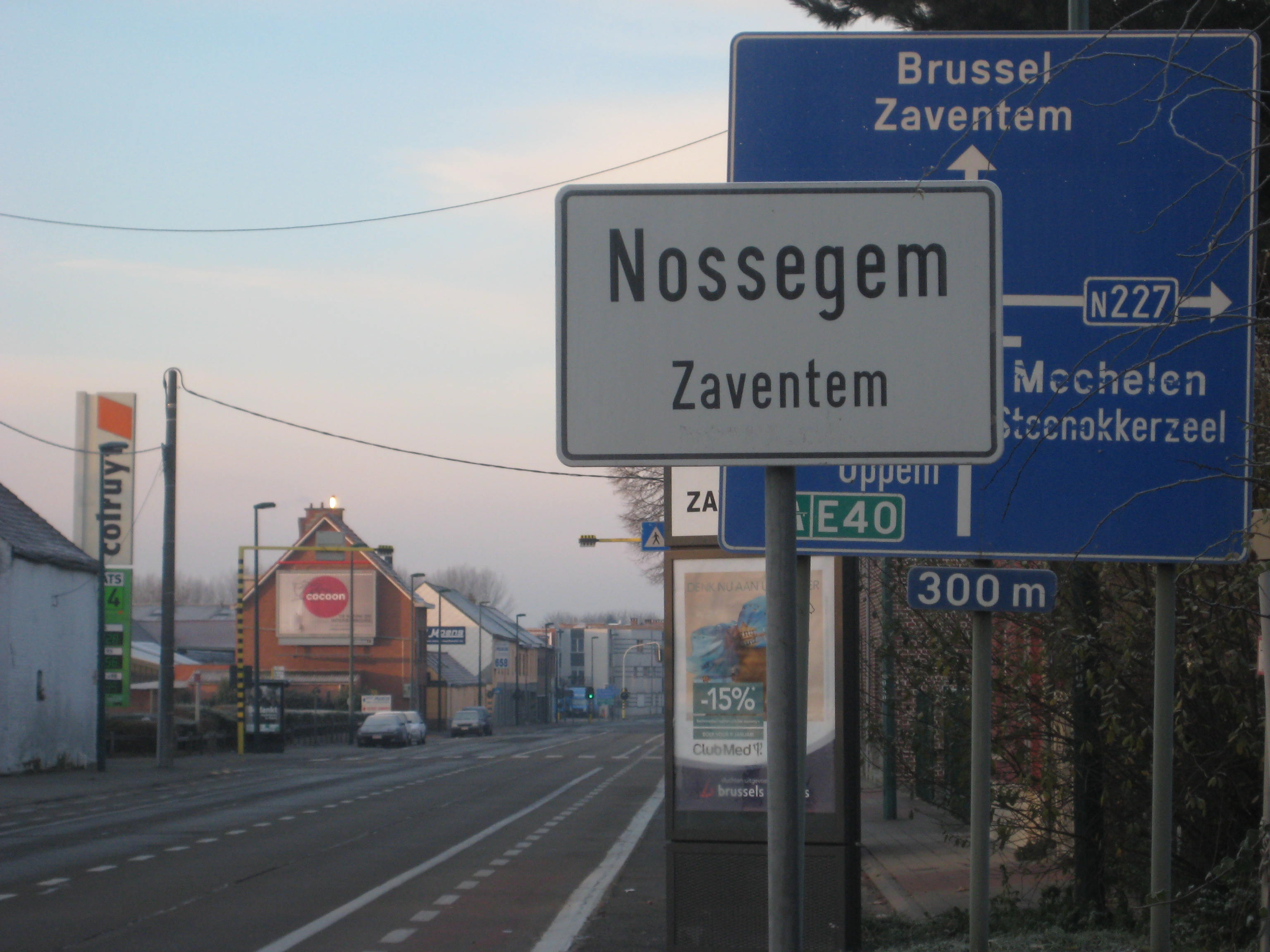
A települést jelző tábla
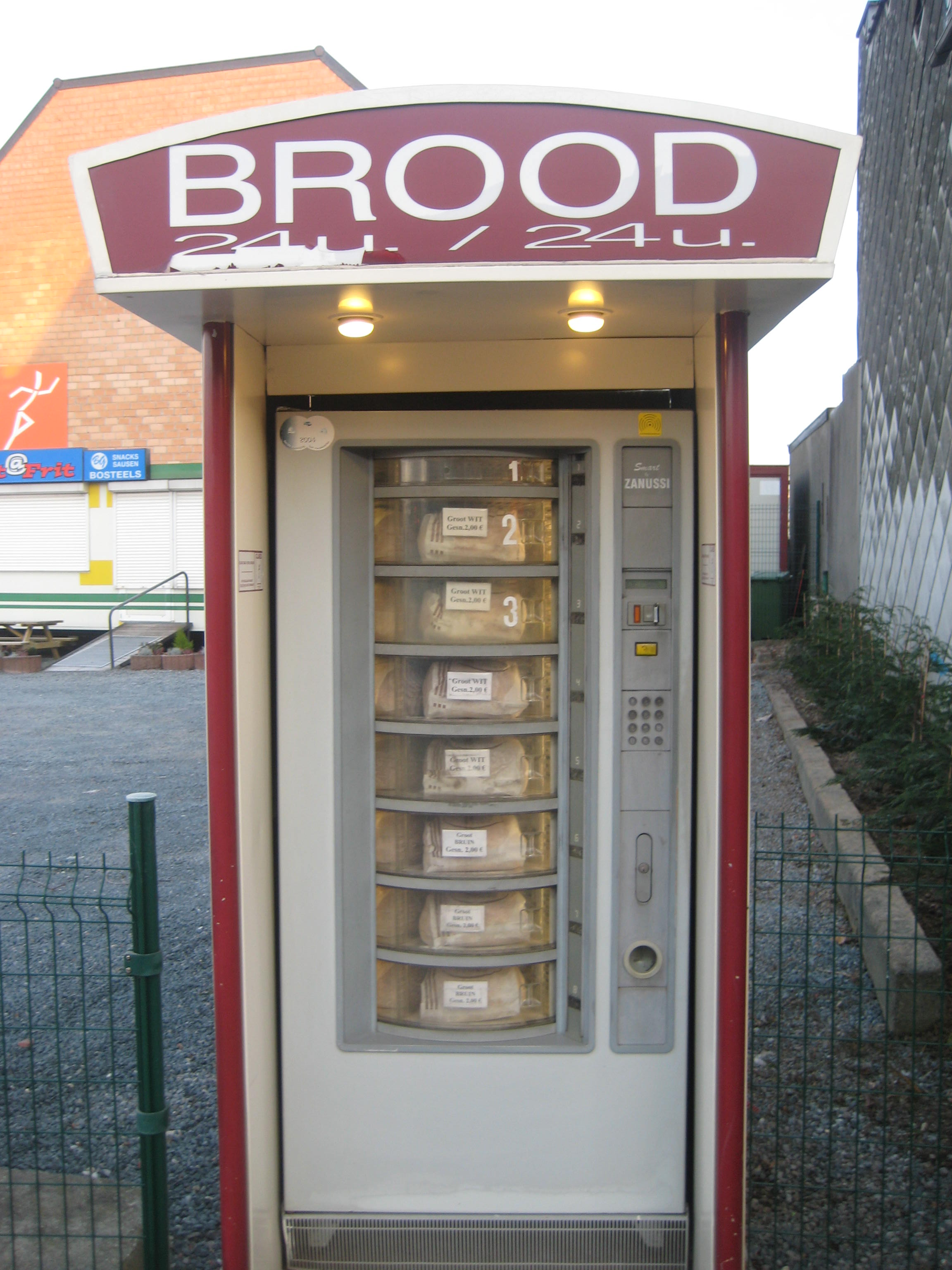
Kenyér automata
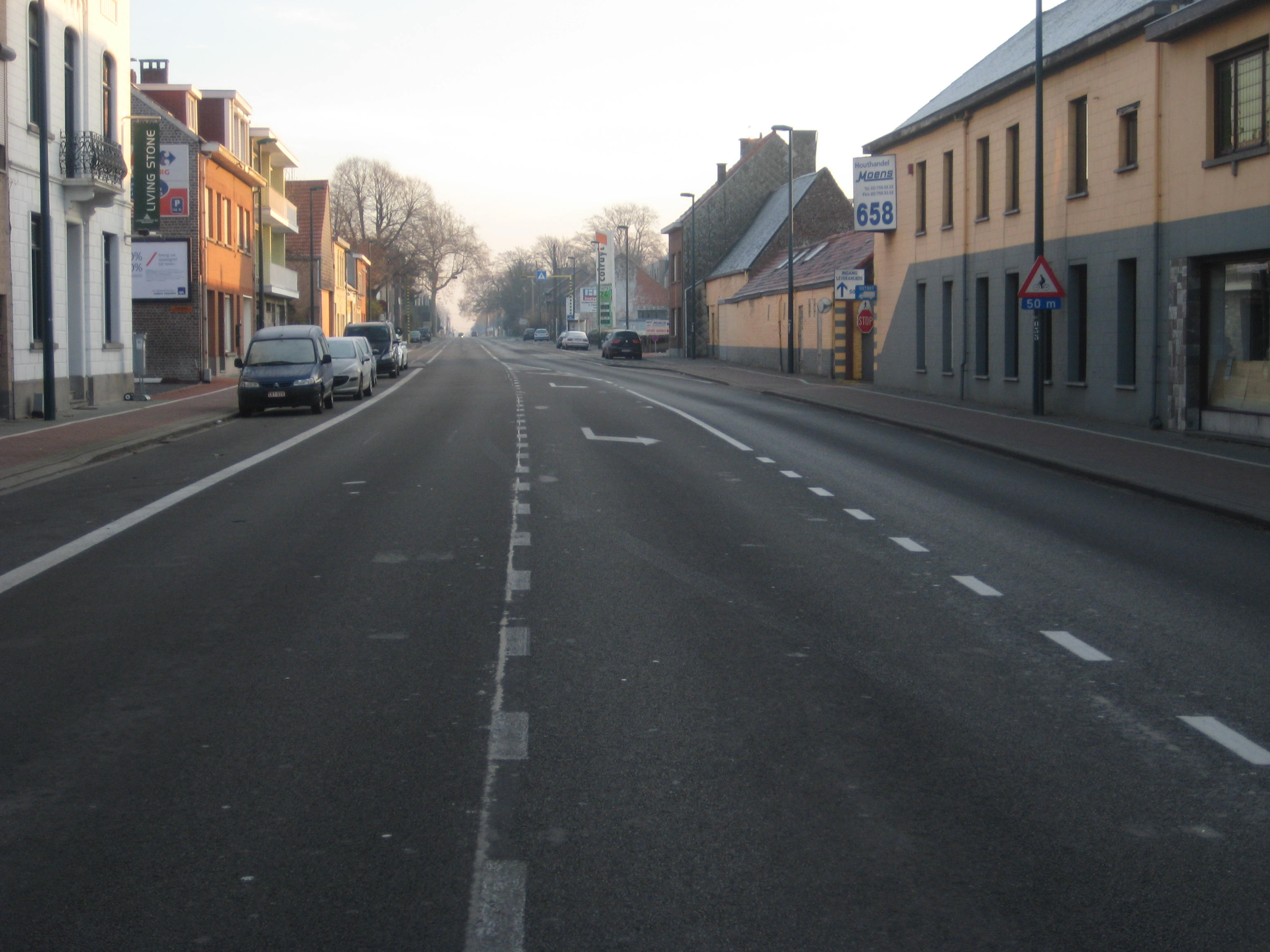
Nossegem főutcája
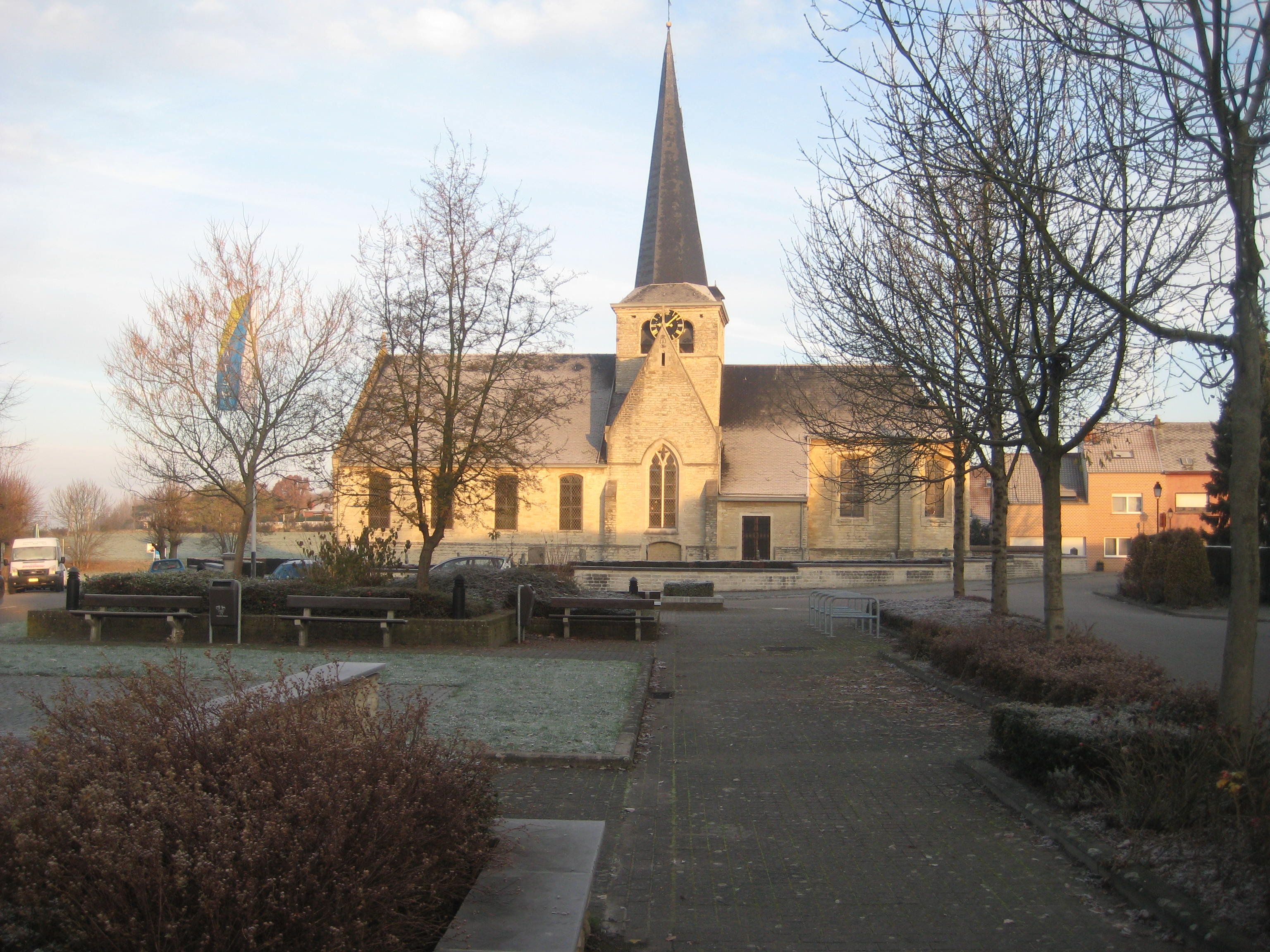
Templom
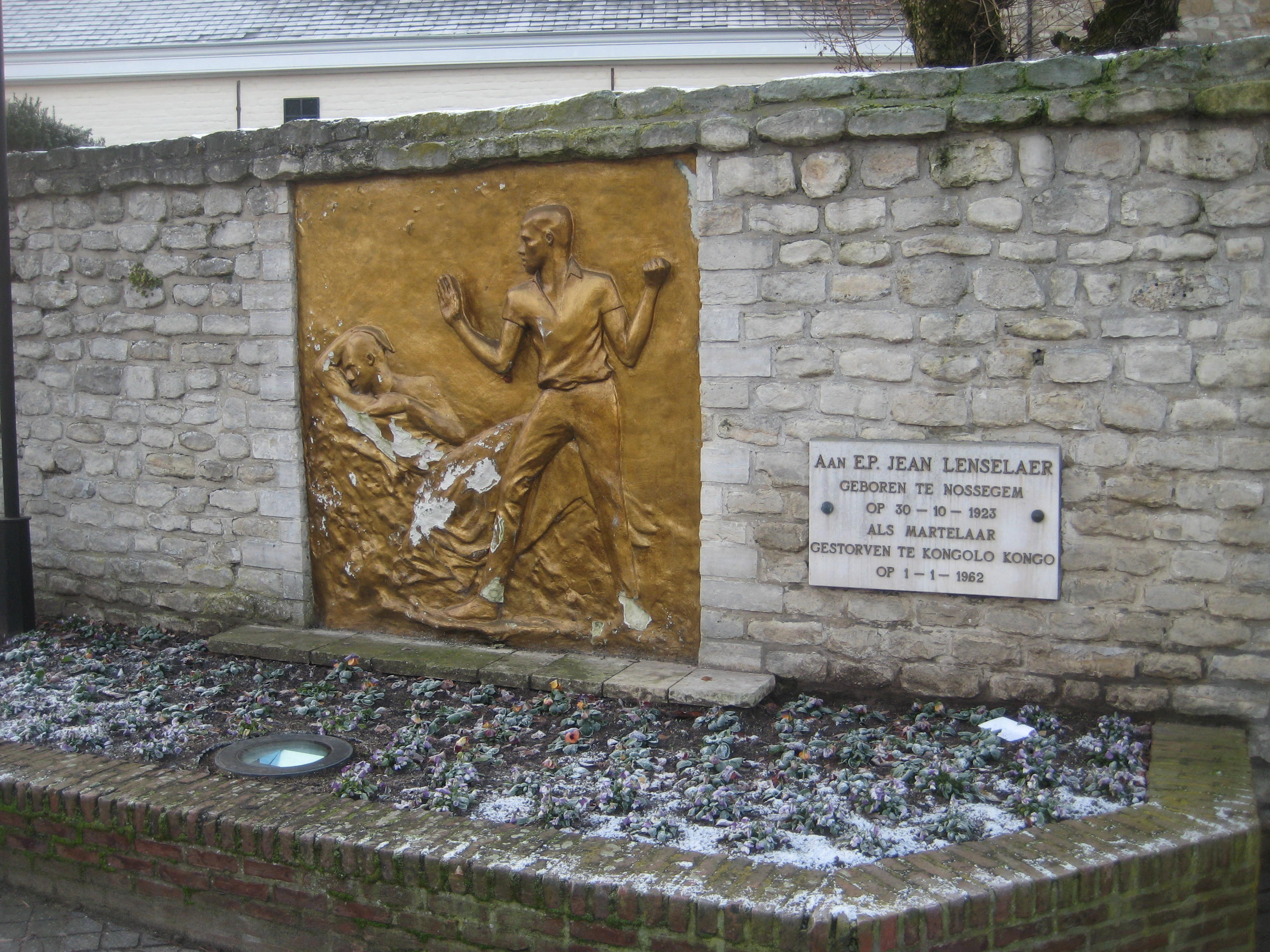
Emlékmű
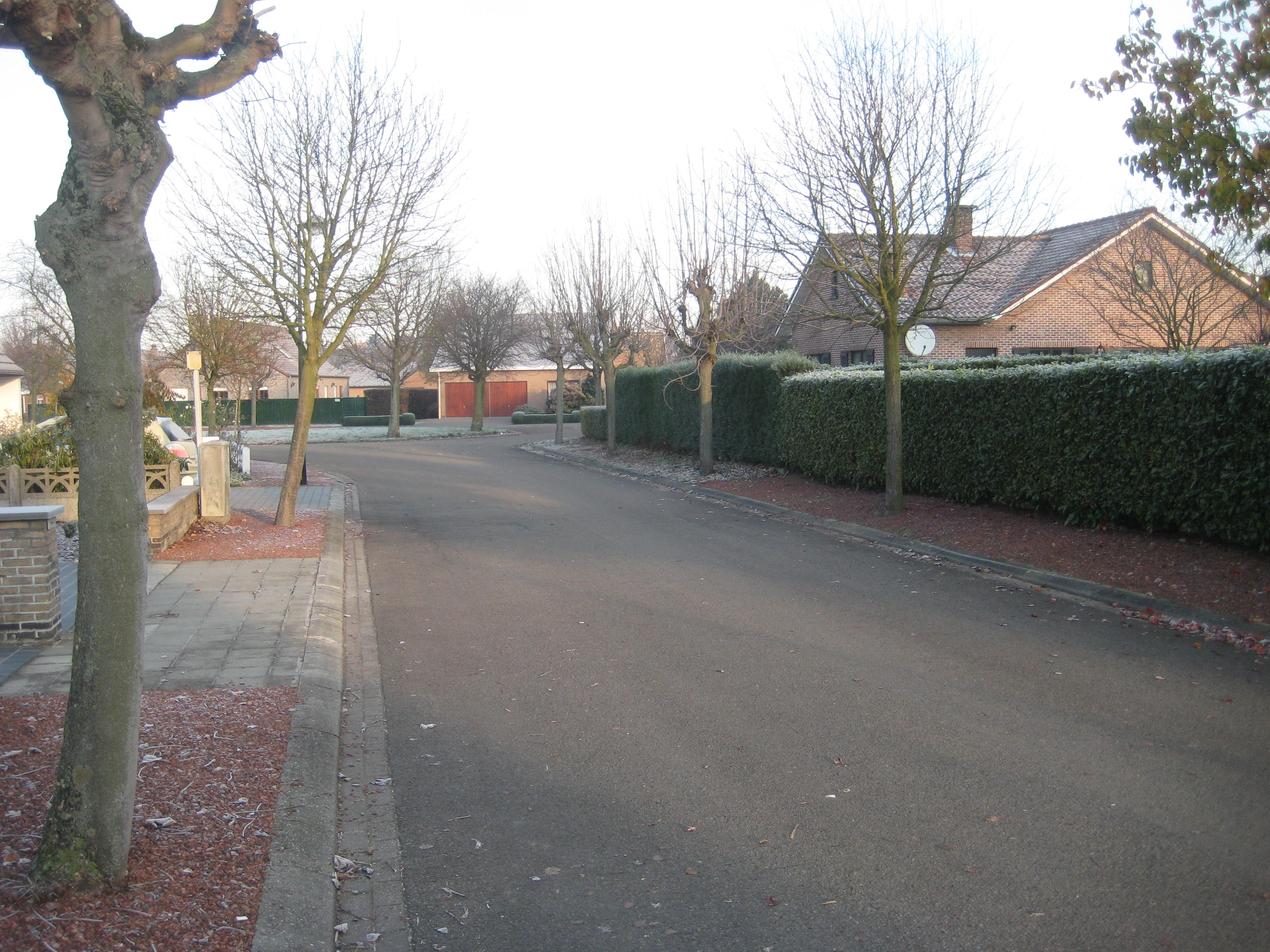
Egy kertvárosi jellegű utca részlet
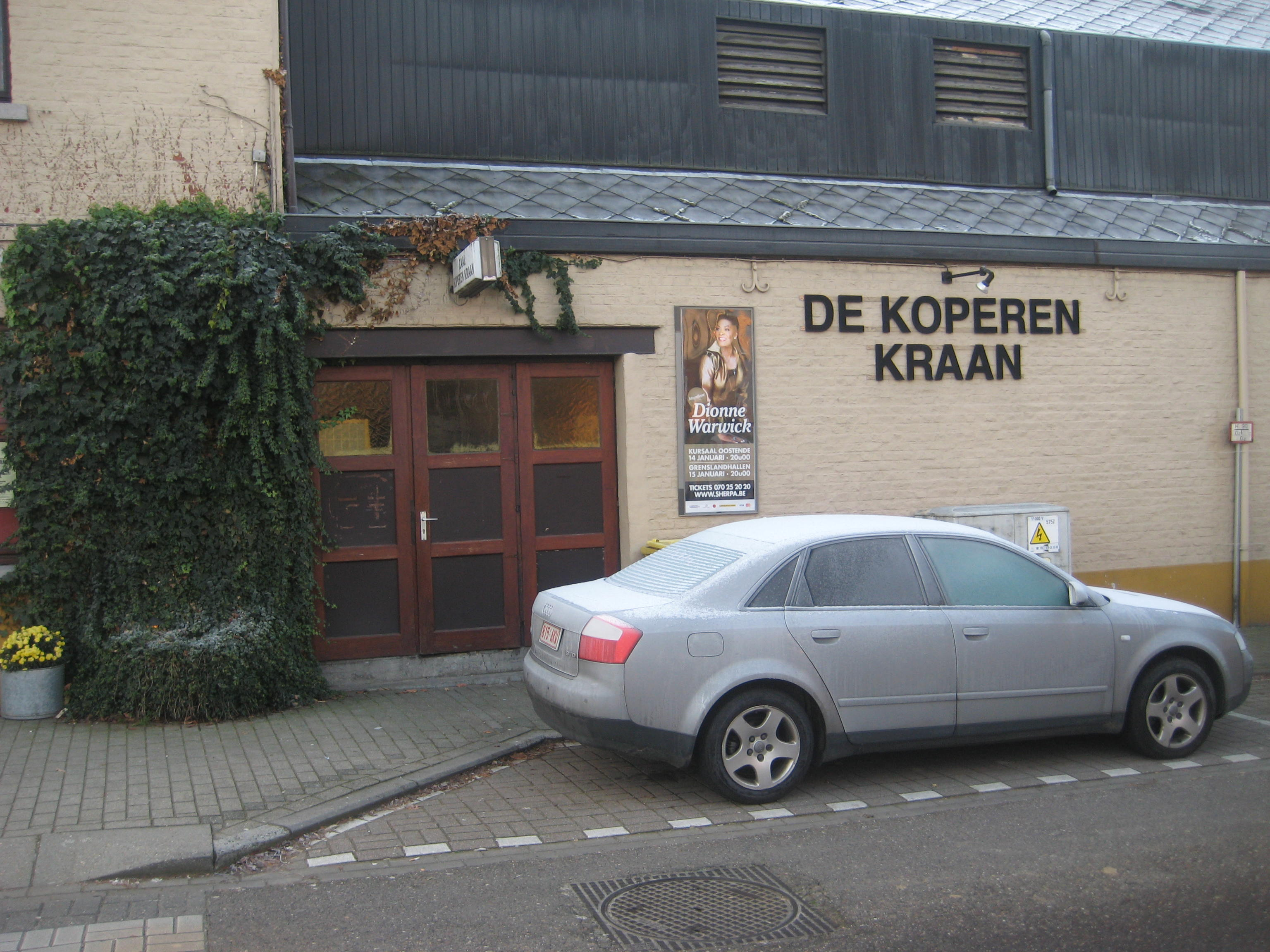
Közösségi ház
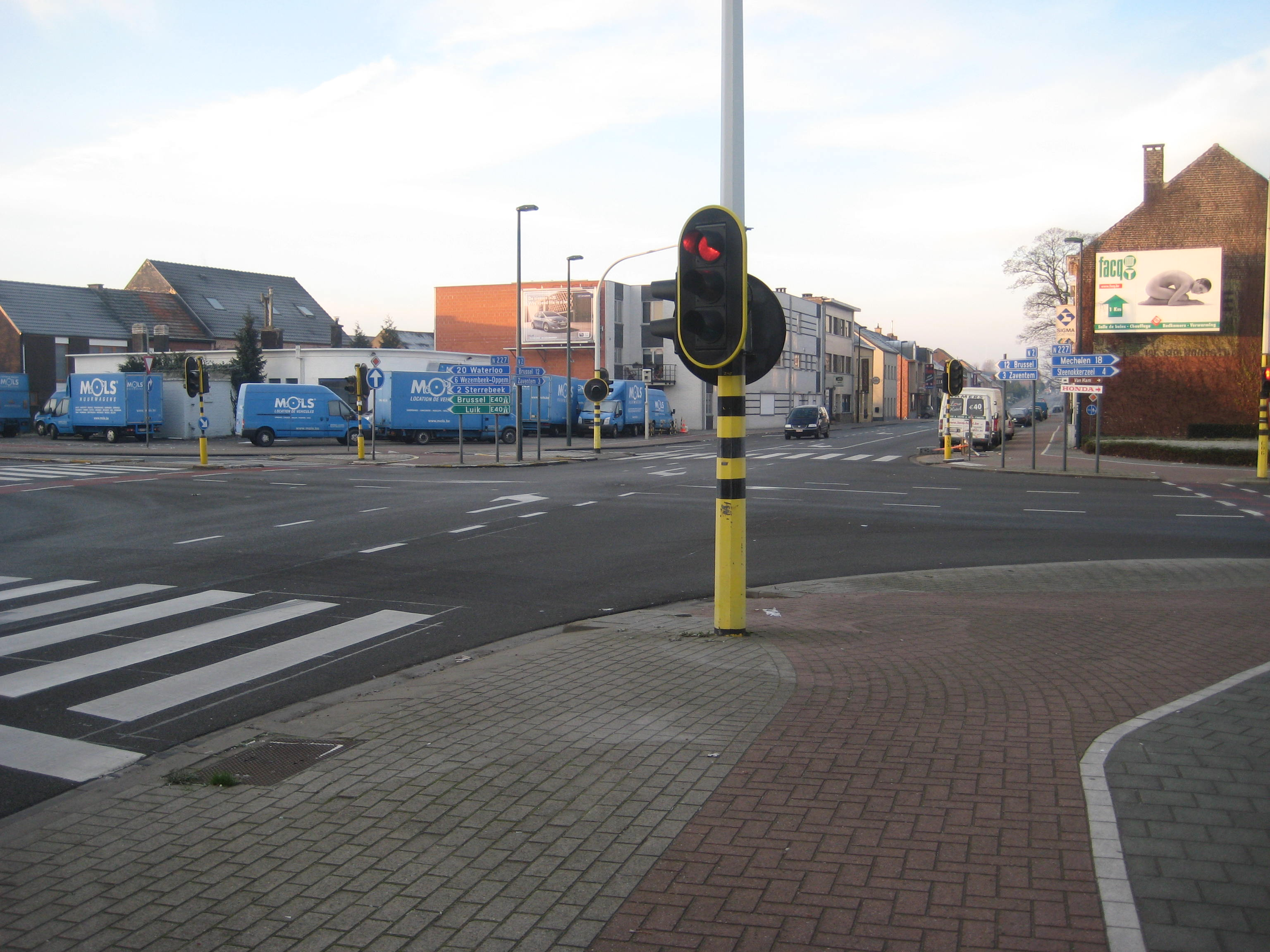
Útkereszteződés a településen